# Илиев, Пламен
Пламен Иванов Илиев (болг. Пламен Иванов Илиев; 30 ноября 1991, Ботевград, Болгария) — болгарский футболист, вратарь клуба «Университатя Клуж» и сборной Болгарии.

## Карьера

### Клубная
Илиев начинал заниматься футболом в команде «Балкан» из его родного города Ботевграда. В 2006 году болгарин пришёл в клуб «Видима-Раковски», а в 2009 году подписал с ним контракт. В сезоне 2009/10 вратарь провёл за этот коллектив 23 матча в Профессиональной футбольной группе «Б» — втором по значимости дивизионе страны. В итоге его клуб занял 1 место в лиге «Запад» и получил право выступать в Группе «А». В сезоне 2010/11 Илиев дебютировал в высшем дивизионе Болгарии в игре против «Академика» из Софии, которая проходила 7 августа и закончилась победой его клуба со счётом 2:1. В том розыгрыше турнира болгарский голкипер отыграл за «Видима-Раковски» 11 матчей, так как в январе 2011 года состоялся его переход в «Левски» за 95 тысяч евро.
10 января 2011 года Пламен был официально представлен в качестве вратаря «Левски». Он получил футболку под номером 23. Футболист дебютировал в новом клубе 6 марта в игре с софийским «Локомотивом», в которой народная команда одержала победу со счётом 2:0. Всего же во второй половине сезона 2010/11 болгарин успел провести 13 матчей в чемпионате. В начале следующего сезона он отыграл матч «Левски» — «Спартак (Трнава)», проводившийся в рамках третьего квалификационного раунда Лиги Европы. В сезоне 2011/12 Илиев поучаствовал в 29 матчах национального первенства из 30 возможных и помог команде занять третье место в итоговой таблице чемпионата.

### В сборной
Илиев впервые был вызван в молодёжную сборную Болгарии в январе 2010 года. Пламен принимал участие в отборочных матчах чемпионата Европы среди молодёжных команд 2013. 11 октября 2011 в игре со сверстниками из Люксембурга он получил красную карточку на самой последней минуте встречи. 29 мая 2012 года состоялся дебют вратаря в первой сборной страны: болгарин вышел на замену в товарищеском матче с Турцией и пропустил в свои ворота гол на 90-й минуте. В итоге ту встречу турки выиграли со счётом 2:0.